# المطارية (حرض)

تعديل مصدري - تعديل

المطارية هي إحدى قرى عزلة العتنة بمديرية حرض التابعة لمحافظة حجة، بلغ تعداد سكانها 971 نسمة حسب تعداد اليمن لعام 2004.